# Amanethes
Amanethes — девятый студийный альбом шведской группы Tiamat, вышедший в 2008 году. Альбом занял 69-ю позицию в немецком и 13-ю позицию — в шведском хит-парадах (наивысшее достижение коллектива в чартах родной страны).

## Список композиций
1. The Temple of the Crescent Moon — 5:33
2. Equinox of the Gods — 4:35
3. Until the Hellhounds Sleep Again — 4:07
4. Will They Come? — 5:13
5. Lucienne — 4:41
6. Summertime Is Gone — 3:53
7. Katarraktis Apo Aima — 2:43
8. Raining Dead Angels — 4:18
9. Misantropolis — 4:13
10. Amanitis — 3:21
11. Meliae — 6:11
12. Via Dolorosa — 4:06
13. Circles — 3:48
14. Amanes — 5:29
15. Thirst snake (digipack bonus track)